# Intasia amblynema
Intasia amblynema is een rondwormensoort uit de familie van de Diplopeltidae. De wetenschappelijke naam van de soort is voor het eerst geldig gepubliceerd in 1993 door Bussau als Southerniella amblynema.